# Chemainus River Provincial Park
Il Chemainus River Provincial Park è un parco provinciale in Columbia Britannica, Canada.

## Storia
Il parco fu istituito il 30 dicembre 1959. Esso occupa una superficie di 119 ettari ed è gestito dal Distretto regionale di Cowichan Valley.

## Eredità culturale
Il Chemainus River Park occupa ciò che un tempo erano i territori tradizionali della Prima Nazione Nanaimo, della Prima Nazione Stz'uminus, della Cowichan Indian Band e delle Tribù Cowichan. I popoli indigeni utilizzavano quest'area per la pesca, la raccolta delle bacche e lo scortecciamento degli alberi. Il parco contiene anche i resti di un vecchio servizio ferroviario storicamente significativo.

## Strutture
A differenza di molti altri parchi della Columbia Britannica, nel Chemainus River Provincial Park sono vietati il campeggio e i falò. Ci sono strutture per numerose altre attività, tra cui la canoa, il ciclismo, la pesca, l'escursionismo, l'equitazione e il nuoto.